# Чайкин, Карли
Карли Чайкин (англ. Carly Chaikin, род. 26 марта 1990) — американская актриса.

## Биография
Карли Чайкин родилась в Санта-Монике, штат Калифорния. Её отец — кардиолог, а мать — психотерапевт. Будучи ребёнком решила стать актрисой, после выступления в школьной постановке.

## Карьера
В 2009 году Карли дебютировала в независимом фильме «Консультанты», а после снялась с Майли Сайрус в экранизации романа Николаса Спаркса «Последняя песня».
Чайкин известна благодаря своей роли испорченной дочери персонажа Шерил Хайнс в комедийном сериале ABC «Пригород», где она снималась с 2011 по 2014 год. В 2013 году Чайкин номинировалась на премию «Выбор телевизионных критиков» за лучшую женскую роль второго плана в комедийном сериале за участие в шоу.
В 2015—2019 годах играла роль Дарлин в американском телесериале «Мистер Робот».

## Личная жизнь
В 2018 году объявила о своей помолвке с режиссёром Райаном Банеллом.

## Фильмография
| Год       |     | Русское название   | Оригинальное название  | Роль               |
| --------- | --- | ------------------ | ---------------------- | ------------------ |
| 2009      | ф   | —                  | The Consultants        | Вероника           |
| 2010      | ф   | Последняя песня    | The Last Song          | Галадриэль «Блейз» |
| 2011      | ф   | Беглец             | Escapee                | Линн Петерсен      |
| 2011—2014 | с   | Пригород           | Suburgatory            | Далия Ройс         |
| 2012      | с   | Спецназ: Сан-Диего | NTSF:SD:SUV            | Бриттани           |
| 2012      | с   | —                  | Harder Than It Looks   | Кэти               |
| 2012      | ф   | Мой дядя Рафаэль   | My Uncle Rafael        | Ким                |
| 2012      | кор | —                  | Nowhere to Go          | Остин              |
| 2013      | ф   | За кадром…         | In a World…            | мучитель           |
| 2013      | кор | —                  | Happy Fucking Birthday | Мэдди Макдауэлл    |
| 2014      | кор | —                  | Dissonance             | Джулия             |
| 2015      | ф   | —                  | Bad Blood              | Фрэнсис            |
| 2015      | с   | Мэрон              | Maron                  | Тина               |
| 2015—2019 | с   | Мистер Робот       | Mr Robot               | Дарлин             |
| 2016      | ф   | —                  | Into Me                | главная            |
| 2016      | с   | —                  | Project Sammy’s Way    | Тэмми Саманта      |
| 2017      | ф   | Вы можете их знать | People You May Know    | Оукли              |
| 2018      | ф   | Погоня за любовью  | Social Animals         | Клэр               |
| 2018      | с   | Навстречу тьме     | Into the Dark          | Даниэль Уильямс    |
| 2020      | ф   | Момент истины      | Last Moment of Clarity | Кэт Заро           |